# Milos Degenek
Milos Degenek (født 28. april 1994) er en australsk fodboldspiller.

## Australiens fodboldlandshold
| Australiens landshold | Australiens landshold | Australiens landshold |
| År                    | Kmp                   | Mål                   |
| --------------------- | --------------------- | --------------------- |
| 2016                  | 5                     | 0                     |
| 2017                  | 10                    | 0                     |
| 2018                  | 5                     | 1                     |
| 2019                  | 8                     | 0                     |
| 2021                  | 5                     | 0                     |
| 2022                  | 5                     | 0                     |
| Total                 | 38                    | 1                     |